# Західнофламандська група діалектів
Західнофламандська група діалектів — група фламандських діалектів нідерландської мови, поширена в Західній Фландрії, Французькій Фландрії і Зеландській Фландрії.

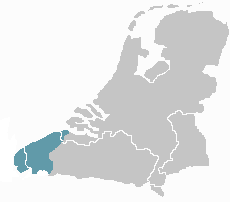
поширення західнофламандської групи діалектів

Існує кілька західнофламандських діалектів (Побережний діалект, Брюггський діалект, діалект Французької Фландрії і т. д.), але різниця між ними відносно невелика, і вона не перешкоджає взаєморозумінню носіїв. Найближчий до зеландського діалекту.

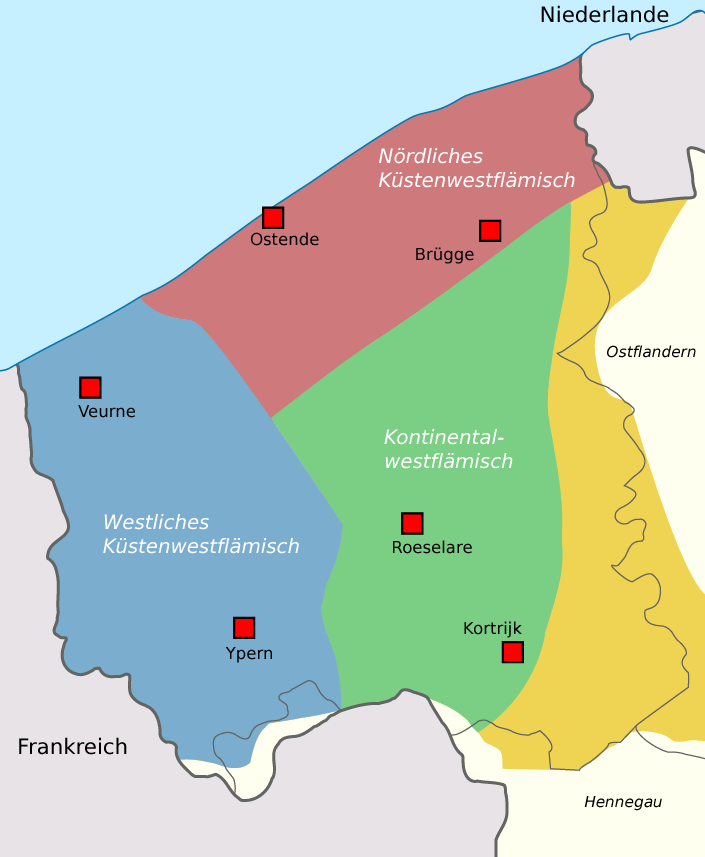
поширення діалектів у Західній Фландрії

Іноді західнофламандська розглядається як самостійна мова (див. Проблема «мова чи діалект»). Має свій код ISO. Західнофламандський діалект (мова) не має офіційного статусу. Стандартизована норма відсутня. Існує вікіпедія на західнофламандських діалектах. Загальне число носіїв — бл. 1060 тисяч осіб, з них більшість живе в Бельгії (перш за все провінція Західна Фландрія і деякі західні райони Східної Фландрії, більше мільйона носіїв), Франції (Французька Фландрія, близько 20 тис. носіїв) і Нідерландах (Зеландська Фландрія, близько 90 тис. носіїв).